# 電気けいれん療法
電気痙攣療法（でんきけいれんりょうほう）は、両前頭葉上の皮膚に電極をあてて頭部に通電することで、人為的に痙攣発作を誘発する治療法である。ECT（英語: electroconvulsive therapy）、電撃療法（英語: electroshock theraphy: EST）、電気ショック療法（ES）とも言う。
ECTには大きく分けて、四肢や体幹の筋に痙攣を実際に起こすもの（有痙攣ECT）と、筋弛緩剤を用いて筋の痙攣を起こさせないもの（修正型ECT、無痙攣ECT）に分類され、用いる電流も「サイン波」型と「パルス波」型に分類できる。
1938年、イタリア・ローマのウーゴ・チェルレッティとルシオ・ビニによって創始された、元は精神分裂病（現在の統合失調症）に対するショック療法として考案されたものである。日本では1939年（昭和14年）に、九州大学の安河内五郎と向笠広次によって創始された。その後、他の疾患にも広く応用されて急速に普及し、精神科領域における特殊療法中、最も一般化した治療法である。作用機序は不明である。
多くの場合、ECTはインフォームド・コンセントを得たうえで、大うつ病・躁病・緊張病の治療手段として用いられている。

## 適用
日本では、うつ病・双極性障害・統合失調症などの精神障害（まれにパーキンソン病などにも）の治療に用いられている。
- うつ病
重症で自殺の危険が高く緊急を要する場合や、薬物療法を充分行っても症状が改善しない場合、薬物療法の副作用が強い場合など。
- 双極性障害
うつ状態で上記したような問題がある場合や、躁状態で興奮が強く緊急を要する場合など。
- 統合失調症
難治性の場合や、抑うつを伴い自殺の危険が強い場合、緊張型の昏迷状態など。
- パーキンソン病
気分症状と運動症状の両方にしばしば効果が認められる。薬物抵抗性がある場合、あるいは抗パーキンソン病薬が副作用により使えない場合など、疾患の末期に用いられるのが典型的である。

1961年当時の厚生省保険局通知「精神科の治療指針」によると適応症として『精神分裂病、躁うつ病、心因反応、反応性精神病。神経症、神経衰弱、麻薬中毒、覚せい剤中毒、酒精中毒性、精神病等』があげられていた。

## ガイドライン
アメリカ精神医学会 (APA) のECTガイドラインでは、精神病・躁せん妄・緊張病の伴う深刻な抑うつについて、早期のECTを実施する明確な合意があるとしている。APAの2009年ガイドラインでは、予防段階でのECT使用を支持している。
2003年の英国国立医療技術評価機構 (NICE) のECTガイドラインでは、重症のうつ病、継続する重症の躁エピソード、緊張病のみに用いられるべき（英語: should only be used）だとしている。
2009年のイギリスでのガイドラインでは、成人の抑うつに対して、急性期の深刻な抑うつであり、生命危機に迫った救急状況、もしくはその他の治療手法が失敗した場合に検討するとしている。標準的なうつ病に対しては、繰り返しECTを行ってはならないが、だが複数の薬物治療と心理療法に効果を示さない場合は検討できるとしている。
NICEは、再発性うつ病の予防のため長期のECTを行ってはならない、統合失調症の一般的管理にECTを用いてはならないと勧告しており、NICEの成人の抑うつ治療ガイドラインでも同じ立場である。
生物学的精神医学会世界連合のガイドラインではうつ病急性期（単極性、および双極性）、躁病急性期に推奨される治療法の1つとされエビデンスレベルC(Ａ～Eのうち)、推奨度グレード4(5段階の上から2番目)に位置づけられている。一方で統合失調症に関しては治療抵抗性における付加的治療法として限定的に推奨されるにとどまっている。

### 日本
日本のガイドラインとしては、日本精神神経学会の「電気けいれん療法の主義と適応基準の検討小委員会」が2006年にまとめ2013年に改定した「電気けいれん療法推奨事項改訂版」では、適応症に大うつ病、双極性感情障害、統合失調症の記載がある。「日本うつ病学会ガイドライン」では、大うつ病、双極性感情障害のいずれの治療にもECTが組み込まれている。大うつ病の特に自殺の可能性や生命危機の差し迫った最重症の状態においてECTが推奨されている。「統合失調症薬物治療ガイドライン」では特に治療抵抗性統合失調症に対して、クロザピンと並んで有効な治療法としてECTが推奨されている。日本精神科救急学会の「精神科救急医療ガイドライン2022年度版」では感情障害や変換症を背景にした昏迷では、ベンゾジアゼピン系薬剤と電気けいれん療法が第一選択として望ましいとの記載がある。

## 副作用
2001年より、APAは永続的な逆行性（術前の）健忘症に関して、説明を含んだ同意書を強く推奨している。混乱はよくあり問題を生じさせず、順行性（術後の）健忘症は数週間から数か月続くことがある。自伝的な記憶に関する永続的な逆行性健忘は、1⁄3の人々に生じうる、頻繁かつ重篤な副作用のひとつである。
以下のような副作用が起こることがある。
1. 心血管系の障害：筋は痙攣しなくても、通電直後数秒間に迷走神経を介した副交感神経系の興奮が生じ、徐脈や心拍停止、血圧の低下を生じることがある。また、カテコールアミン放出を伴う交感神経系の興奮が惹起され、頻脈や血圧上昇、不整脈などが起こることもある。
2. 認知障害：通電直後に生じ、見当識障害、前向性健忘(以前の記憶はあるが、ECT後の出来事などが覚えられなくなる)や逆行性健忘(新しいことは覚えられるが、以前の記憶、特にECT施行直前の記憶がなくなっている)が見られることがある[17]。老人に頻度が高い。多くは時間とともに回復する。失見当識・前向性健忘は比較的短時間に回復し、逆行性健忘は回復が緩徐である。また、そのまま認知機能の低下が遷延するという例も少数だが報告されている[18]。なおオウム真理教の修行の一つである「ニューナルコ」は、この副作用を応用したもの。
3. 躁転：時に多幸的・脱抑制・易刺激性を伴う。双極性障害患者において特に躁転する頻度が高い。
4. 頭痛：45%程度の患者が自覚するとされている。拍動を伴う前頭部痛を示す事が多い。電極配置や刺激強度などとは関連しない。

NICEは、妊娠女性・高齢者。若年者については、合併症リスクがより高い（英語: higher risk of complications）ため、注意深くECTを実施すべきだとしている。

### 安全性
死亡または重度障害の危険は、5万回に1回程度であり、出産に伴う危険よりもはるかに低いと報告されている。アメリカ精神医学会タスクフォースレポートによれば、絶対的な医学的禁忌といったものも存在しない。ドイツのゲルト・フーバーによると、器質性の脳傷害と重傷の一般的な身体疾患（とりわけ心臓－循環器疾患）を禁忌としている。水野昭夫によれば、絶対的禁忌として頭蓋内圧亢進症を挙げている。

## 作用機序
ECTは1930年代から実施されているが、その作用機序について広く受け入れられている理論は現時点では存在していない。

## 使用法

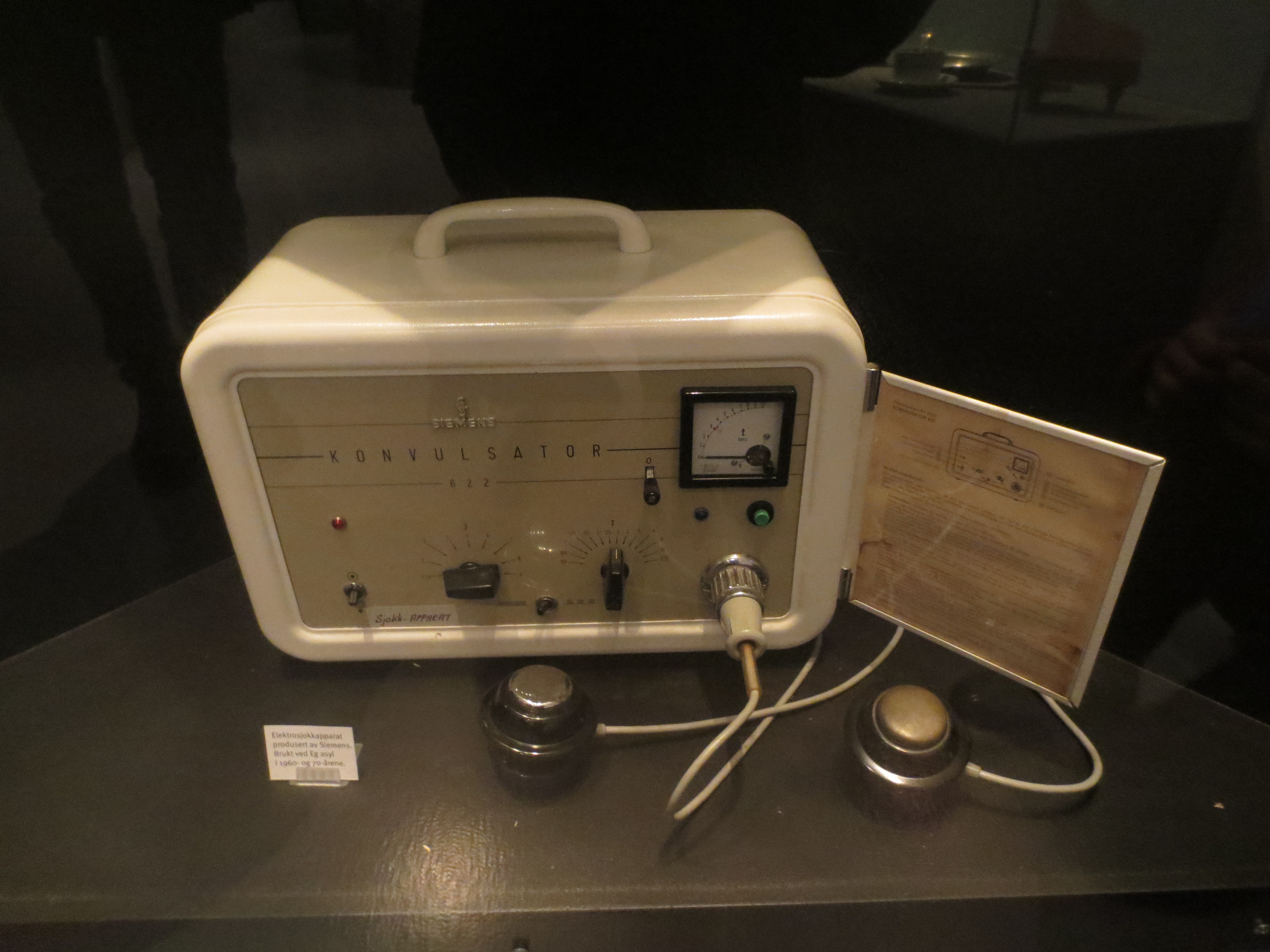
独シーメンス社が製造したECT装置（1960年）

2001年には、世界でおよそ1000万人がECTを受けたと推測されている。
事前に処方薬の調整を行う。リチウムは脳内濃度が上昇する可能性があるので中止、抗てんかん薬は痙攣を生じにくくするので中止、ベンゾジアゼピン系薬物も痙攣を生じにくくさせるので減量、抗うつ薬は術中不整脈を起こす危険性を高める可能性があるので中止。なお抗精神病薬は原則として中止する必要はない。
患者が短時間麻酔剤の注射により入眠すると、筋弛緩剤が注射され、約30秒〜1分後に900mA、パルス幅0.25〜1.5msecのパルス波電流を1〜8秒間こめかみまたは前額部などに通電する。通電条件は、従来までは投与電気量を指定する以外は装置の内蔵プログラムに従っていたが、最近では患者個々の生物物理学的な特性にあわせて設定を変更する試みもなされるようになった。なお、一般にECTを繰り返し行うと痙攣波は生じにくくなり(しばしば「痙攣閾値が上昇した」と表現される)、投与電気量を多くしなければならないと考えられている。
少数の患者は6セッション以下でも治療に反応するが、大部分の患者は6-12セッションの範囲である。たいていは週に2セッション実施される。
各セッションの終了後には、毎回必ず再アセスメントを実施すべきである。副作用が発生した場合、または患者が治療離脱を申し出た場合には、ただちに治療を中止すべきである。
イギリスにおいて、ECTの6セッションに要する費用は、2,475スターリング・ポンドである（入院費用は含まない）。

### 治療計画

#### ECTの頻度
ECTの最適な試行頻度は定まっていない。伝統的にアメリカ、オーストラリアでは週3回、イギリスでは週2回とされており、これまでの知見から両方のプロトコルが有効であることが示唆されている。

#### 刺激条件
刺激量の決定には「年齢半分法（half-age法）」と「用量滴定法（dose-titration-method）」の2つが用いられる。日本と諸外国のガイドラインは初回セッションに「年齢半分法（half-age法）」を使用することが推奨されている。初回セッションでけいれん閾値を同定する「用量滴定法」は欧米を中心に日常的に利用されている。

#### 発作の有効性評価
規則的な対称性高振幅発作波：高振幅（300～500μV）で対称性同期生の棘徐派が規則的に一定数出現することが治療効果につながる十分な発作であると考えられている。発作後抑制（p.i.s.）:十分な全般化発作が誘発されたかを評価するには、発作後抑制すなわち発作終了後の脳波平坦化をみる。

## 社会的状況
世界保健機関の2005年の勧告では、ECTは患者本人もしくは家族、もしくは保護責任者からインフォームド・コンセントを経た場合のみに限って使用すべきとしている。

### 勧めない、廃止を訴える精神科医
療法自体を勧めない、または廃止を訴える精神科医もいる。時間の流れに沿った治療プロセスを省略し、または薬物療法で行き詰まり、その内容の是非を医療者として検証しないうちに、安易にこの療法を選択する可能性がありえる。それが医療現場の荒廃につながり、結果として治療を受ける者を苦しめるからとの理由で勧めていない場合がある。
薬物療法との比較する形で、この療法を治療手段として行わない理由が以下、2006年に紹介されている。
1. 体験の連続性を破壊する。
2. 服薬はそれ自体が体験であり、しばしば好ましい体験であり、関与的に観察できる電撃は当人の体験とはなりえない。
3. 薬物は納得ずくで服用し、治療者が微調整でき、患者が異議を申し立て、両者間に相互のフィードバックができる。患者と治療者も進歩しうる。電撃は悉無律(しつむりつ；全か無かの法則)に従い、かつ患者からのフィードバックは通常ない。
4. 薬物は本人および家族に治療への参加感を与える。電撃は彼らを蚊帳の外に置く。
5. 電撃は精神科医の人格に影響を与える。無感覚になるか神経衰弱になるかは別として。看護師についても同様。

創始者であるウーゴ・ツェルレッティも、廃止を訴えた。
こうした見解は一般化できるものではないが、ECTは頻回の全身麻酔を伴うリスクもあり費用も高い。昏迷状態やがん末期の抑うつ状態で経口服用できない場合など、重症例や緊急性の高い症例に適応を限定している医師は多い。

### 再評価
薬物療法に対して、電気痙攣療法の利点として比較的即効性であることによる社会復帰のしやすさや、薬による依存性・中毒性がないこと、ECTで高いとされていたリスクや費用も長期の薬物治療と比較して低いことなどが明らかになり、また無痙攣電気痙攣療法の開発、パルス波通電装置の開発などの電気痙攣療法自体の改良が行われたことにより、現在では再び治療において重要な地位を占めるようになっている。

#### 無痙攣電気痙攣療法(修正型電気痙攣療法)
電気痙攣療法は、脳内でてんかん発作の電気活動を起こすことによって効果を得るのが本質である。それに伴って起こる全身の筋の痙攣は、患者の状態によっては血圧を上昇させるなどの循環状態への影響、骨折の危険を伴うことがある。そのため、近年はバルビツール系等の鎮静剤で意識を消失させ、筋弛緩剤で筋を弛緩させて、麻酔科医が人工呼吸等を含めた呼吸管理、循環動態の観察を行いながら頭部に通電する「無痙攣電気痙攣療法」が行われる。
無痙攣電気痙攣療法は、修正型電気痙攣療法、またm-ECT(modified electroconvulsive therapyの略)とも呼ばれる。
ただし、精神科だけの単科の病院では、麻酔科医の確保が難しく、実施が困難である。だが、例えば東京都の成仁病院は麻酔科医からトレーニングを受けた精神科医が麻酔を施行することでこの問題を解消することを提案している。一方、大学病院など総合病院では、各診療科医がいてすぐに緊急時の対処が可能な条件下で、手術に準じて手術室もしくは専用の処置室で行われている。薬剤や人員が必要になるため通常の電気痙攣療法よりもコストが高くなる欠点がある。

#### 「サイン波」から「パルス波」電流へ
以前より、日本においては「サイン波」（交流送電を流れている電力を変圧しただけのもの）による通電が行われていたが、これは世界で用いられていた「パルス波」の電流に比べて、認知障害などの副作用が大きいことが知られている。そのため、2002年にパルス波型の通電装置「サイマトロン」が、日本でも認可された。
パルス波の方が必要なエネルギーが少なくて済むため、認知障害などの副作用が少なく安全性も高い。なお、サイン波刺激装置は日本では生産中止となっている。その後もメーカーによるメンテナンスは継続していたが、打ち切りになることが確定している。これまで、副作用の点ではパルス波に軍配があがるが、痙攣誘発性の点ではサイン波の方が勝っているとされてきた。
治療ガイドラインでも、パルス波で痙攣誘発に失敗したとき、サイン波を使うというアルゴリズムになっていた。現状でいくとこのアルゴリズム自体が破綻することになるが、これを回避する方法論が、日本の精神科医によって提案されている。

## 歴史
19世紀後半に登場したドイツ大学精神医学は、当時の精神疾患の進行性麻痺など、梅毒感染症で占められていた事情があった。
1913年に、野口英世によって進行性麻痺患者から、梅毒の病原菌「スピロヘータ・パリーダ」の分離に成功し、進行麻痺は脳の梅毒であることを確定させた。
それを元に1917年〜1919年、ヴァーグナー・ヤウレッグによる進行麻痺患者に対し、マラリア発熱療法を創始した。ここから精神科の本格的なショック療法が始まる。
1933年、ポーランドのマンフレート・ザーケルが低血糖ショックを起こさせて治療（ただし死亡例が多かった。インスリン#歴史、インスリン・ショック療法を参照。）、1937年にはハンガリーのラディスラス・J・メドゥナが薬物を用いて人工的に痙攣発作を作ることで統合失調症患者の治療に成功した（カルジアゾール・ショック療法）。
当時、てんかん患者は統合失調症を合併しないと信じられており、これは「てんかん発作には精神病を予防・治療する効果があるのではないか」という着想のもとに行われた。
この結果を受けて1938年、イタリアのウーゴ・ツェルレッティとルシオ・ビニは、電気を用いて痙攣を起こすことに成功した。それまでの痙攣誘発剤より治療効果が高かった一方、記憶障害やもうろう状態を引き起こすとして最初から賛否両論がある。
開発者は電気で痙攣をおこすことに興味を抱いていたが、人に使うには安全性を心配していたという。痙攣を起こすほど人間に電気を流すことは危険なものと考えていた。実際、実験に使った動物がしばしば死亡をしていた。理由は電極を口と肛門に置いていたからであった。電極の設置場所を頭の両側にしたところ、実験動物は死ななくなった。その後、食肉工場へ行き豚が屠殺される前に同様にすると意識を失うことを観察し、イヌで実験を繰り返し、うつ病や統合失調症（旧 精神分裂病）の患者に適用するために改良していく。最初の人間の実験台はローマ駅をうろついていた統合失調症の患者であった。この方法を11回行ったあとエンジニアとして職場に復帰した。

### 薬物療法の開発と衰退
その後、この療法は世界各地で行われ、1952年にフェノチアジン（クロルプロマジン）が開発、効果が発見されるまで、精神疾患治療法の花形であった。しかし、その後様々な抗精神病薬や抗うつ薬、気分安定薬などの開発により使用される頻度は、次第に減少していくこととなった。
また日本では、一部の精神科病院で、精神科医や看護婦の指示に従わない患者に対して、懲罰として「電気痙攣療法を行っていた」ことが明らかになり、人権蹂躙の社会問題として大きく非難され、反精神医学運動や減少傾向に拍車をかけることとなった。
ソビエト社会主義共和国連邦においては、共産主義に反対するものは、精神に異常をきたしているために、それが理解できないのであり、統合失調症であるとしてソ連国家保安委員会 (KGB) により、精神科病院に強制入院させ、治療と称して電気痙攣療法を懲罰で実行していた。実質的に、ソビエト共産党に反対するものへの弾圧・恐怖政治の手段として、電気ショック療法が悪用されていた。
この様な出来事もあって、電気痙攣療法に対して、強い嫌悪感や反感を抱くものは少なくない。

### 現在の治療
電気痙攣療法の安全性や即効性が見直されたことや、電気痙攣療法自体の改良が行われたことにより、再び精神科の治療において、重要な地位を占めるようになっている。